# Halsholmen (vid Alglo, Raseborg)
Halsholmen är en ö i Finland. Den ligger i Finska viken och i kommunen Raseborg i landskapet Nyland, i den södra delen av landet. Ön ligger omkring 87 kilometer väster om Helsingfors.
Öns area är 3,5 hektar och dess största längd är 400 meter i öst-västlig riktning.